# Südlicher Ferghanakanal
Der Südliche Ferghanakanal (usbekisch Janubiy Fargʻona kanali) ist ein Bewässerungskanal im Ferghanatal in Zentralasien. Der Kanal ist 120 km lang und fließt durch Usbekistan und Kirgisistan.

## Geschichte
Der Südliche Ferghanakanal wurde 1940–1941 nach dem Großen Ferghanakanal zusammen mit dem Nördlichen Ferghanakanal erbaut. Als Ergebnis dieser Kanalbauten stieg die bewässerte Fläche erheblich an und die Baumwollernte verdoppelte sich.

## Verlauf
Der Südliche Ferghanakanal wird nahe der Stadt Xoʻjaobod links aus dem Shahrixonsoy abgeleitet, einem 1887 errichteten Kanal, der seinerseits unterhalb des Staudamms der Andijon-Talsperre links aus dem Qoradaryo abgeleitet wird und bei Shahrixon in den Großen Ferghanakanal mündet. Die Anfangsbreite des Südlichen Ferghanakanals beträgt 12 m und er hat zu Beginn einen Durchfluss von 85 m³/s. In seinem Lauf nach Westen verläuft der Kanal streckenweise durch kirgisisches Staatsgebiet. Er passiert die Städte Marhamat, Margʻilon und Oltiariq, kreuzt u. a. die Flüsse Ak-Buura, Arawansai und Isfayramsoy, von dem aus ihm weiteres Wasser zugeführt wird, und mündet von rechts in den Altiarik.
Von dem Südlichen Ferghanakanal zweigt der Karkidonkanal mit einem Durchfluss von 18 m³/s ab, der den Karkidon-Stausee speist.

## Nutzung
Der Südliche Ferghanakanal wird zur Bewässerung in der Landwirtschaft genutzt, vor allem für den Anbau von Baumwolle. Insgesamt werden etwa 758 km² bewässert, davon in Kirgisistan 26 km² im Oblus Osch sowie in Usbekistan 252 km² in der Viloyat Andijon und 480 km² in der Viloyat Fargʻona.